# 71539 VanZandt
71539 VanZandt este un asteroid din centura principală de asteroizi.

## Descriere
71539 VanZandt este un asteroid din centura principală de asteroizi. A fost descoperit pe 07 februarie 2000 în cadrul programului CSS (Catalina Sky Survey). Asteroidul prezintă o orbită caracterizată de o semiaxă mare de 3,13 ua, o excentricitate de 0,06 și o înclinație de 10,5° în raport cu ecliptica.